# Noir

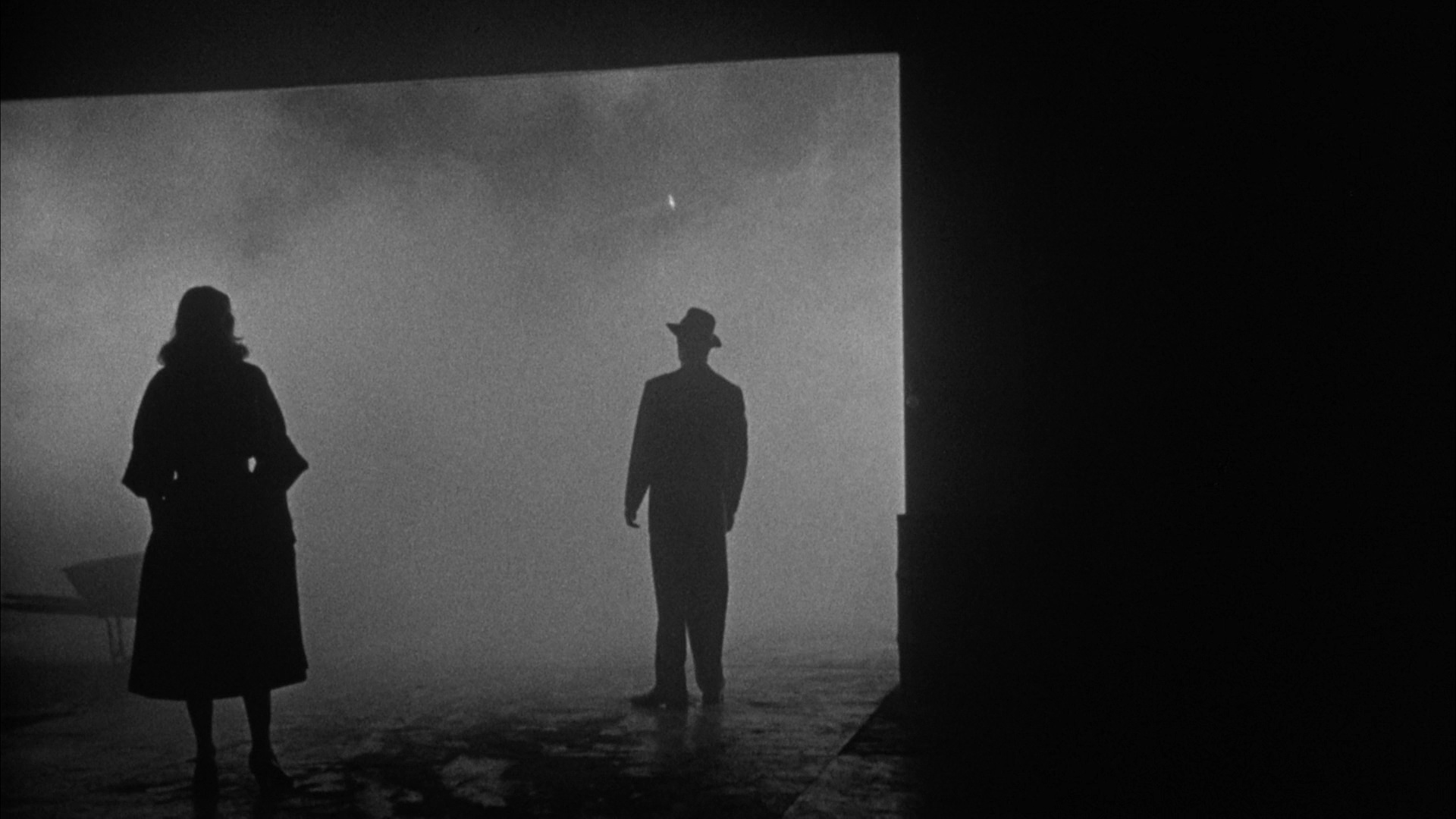
Due silhouette del film noir La polizia bussa alla porta (1955)

Il noir (in francese significa nero, misterioso, cupo) è una variante del genere letterario poliziesco, e più specificamente del sottogenere hard boiled, nato negli Stati Uniti alla fine degli anni venti del XX secolo. Del noir sono state date diverse definizioni che provano ad esplicitare le caratteristiche che differenziano il noir dal genere principale.  Il noir  non va confuso con il "romanzo nero" in senso classico, sinonimo di romanzo gotico, un genere letterario sviluppatosi tra la fine del XVIII e l'inizio del XIX secolo.
Il protagonista del romanzo noir non è un investigatore, ma è una vittima, un sospettato o un esecutore. Una delle caratteristiche più importanti del genere è la qualità auto-distruttiva del protagonista. Il protagonista noir, oltre al persecutore deve anche affrontare il sistema legale e politico che non sono meno corrotti del criminale di cui il protagonista è vittima, e/o deve perseguitare altri personaggi in una situazione senza nessuna possibilità di vincere.

## Origine del nome
L'utilizzo del termine noir per indicare un particolare sottogenere del poliziesco deriva dall'espressione francese roman noir, letteralmente romanzo nero. Nell'accezione originaria francese, roman noir era utilizzato per indicare il romanzo gotico britannico del XVIII e XIX secolo, tuttavia nel XX secolo il significato cambia e l'espressione serve a descrivere un nuovo sottogenere proveniente dagli Stati Uniti, l'hardboiled.

## Hard boiled
Molti considerano il noir un tutt'uno con il genere hard boiled, i cui principali esponenti sono Dashiell Hammett, Raymond Chandler e Mickey Spillane, James Hadley Chase: altri ritengono possibile identificare delle differenze significative tra il primo, più incentrato sulla costruzione della suspense, e il secondo, che dà più spazio alla personalità del detective e all'azione.

## Noir metropolitano
Diventa un elemento caratterizzante l'ambientazione del noir. Nel noir metropolitano la città e la metropoli non fanno soltanto da sfondo ma diventano veri protagonisti della storia, così come la violenza, la criminalità e il degrado ambientale e morale. Il delitto si trasferisce sempre più sui marciapiedi metropolitani.
Tra gli esponenti del noir metropolitano vanno ricordati Ed McBain per New York, James Ellroy per Los Angeles, Jean-Claude Izzo per Marsiglia, ma anche Horace McCoy, Jim Thompson, David Goodis, Shane Stevens, James M. Cain, Henry Kane, Hugues Pagan, Jean Patrick Manchette, Giorgio Scerbanenco, Ruth Rendell, Peter Cheyney, Derek Raymond.

## Noir mediterraneo
Il termine Noir Mediterraneo viene impiegato per indicare opere letterarie e televisive di genere giallo ambientate nei paesi affacciati sul Mar Mediterraneo e scritte da autori provenienti da quegli stessi luoghi. L'etichetta noir mediterraneo si afferma soprattutto grazie alle dichiarazioni di poetica di Jean-Claude Izzo e si consolida nel mercato editoriale nei primi anni Novanta, a seguito della pubblicazione, da parte della casa editrice E/O di Sandro Ferri e Sandra Ozzola, della Trilogia marsigliese di Izzo. Il concetto si sviluppa a partire dall'incontro di diverse tradizioni culturali, in particolare quella del genere noir e quella legata al patrimonio storico, sociale e culturale del bacino del Mediterraneo, carico di miti e stereotipi. Secondo Sandro Ferri e Jean-Claude Izzo, esiste un forte legame tra la geografia e le narrazioni, poiché gli spazi e i luoghi sono profondamente intrecciati con gli elementi della storia narrata, dai personaggi alle vicende. Le origini di questo sottogenere sono state ampiamente discusse: ad esempio, secondo Sandro Ferri e in parte Massimo Carlotto esse vanno ricollegate alle tragedie greche caratterizzate dalla violenza e dai soprusi e in generale alla tradizione culturale dei paesi affacciati sul Mediterraneo, da sempre connessi da scambi commerciali e culturali ma anche da guerre e atti di violenza reciproca.
Secondo Gabriella Turnaturi le caratteristiche del noir mediterraneo sono:
- Le ambientazioni: le storie sono ambientate nei paesi affacciati sulle coste del Mar Mediterraneo, e per questo il mare è un elemento ambientale che compare quasi come presenza fissa[10]; le vicende sono profondamente intrecciate con le usanze e i costumi locali; in particolare, le tradizioni culinarie sono spesso descritte e rappresentate al fine di connotare meglio questi luoghi.
- Situazioni e caratterizzazioni comiche: l'umorismo, pungente e grottesco, nasce da situazioni che non sono previste dalle caratteristiche tipiche del genere noir e sfocia spesso nella satira;
- I riferimenti al mondo familiare: sono frequenti scene domestiche, affrontate spesso faticosamente dagli investigatori protagonisti, a rivendicare la centralità, in questi paesi, della famiglia come istituzione culturale.
- Senso di rimpianto: c'è una malinconia di fondo legata alla percezione che i vecchi legami comunitari stanno sparendo; ciò emerge nella rappresentazione e nel racconto delle famiglie degli esuli e dei migranti e nel fatto che questi legami sono fondamentali per la formazione delle identità individuali dei personaggi.
- La critica sociale: attraverso toni frequentemente ironici o comici gli autori raccontano il mutamento sociale e i conflitti che esso genera, facendo emergere le ingiustizie e la corruzione che dominano queste società.
- L'antieroicità: particolarità propria di tutti i protagonisti del noir, viene in queste narrazioni rappresentata tramite la caratterizzazione dei personaggi, spesso tormentati e anche fisicamente malridotti, afflitti da malanni reali o immaginari.